# Riderch I de Alt Clut
Riderch I (fl. 580; morto c. 614), comumente conhecido como Riderch ou Rhydderch Hael ("o Generoso"), foi um governante de Alt Clut (a região em torno da atual Dumbarton Rock) e de uma região maior conhecida mais tarde como Strathclyde, um reino britônico que existiu no vale do rio Clyde na Escócia durante o período pós-romano britânico. Foi um dos reis mais famosos do Hen Ogledd ("Antigo Norte"), a área de fala britônica onde é hoje o sul da Escócia e o norte da Inglaterra, e aparece com frequência em trabalhos posteriores medievais escritos em galês e latim.

## Fontes

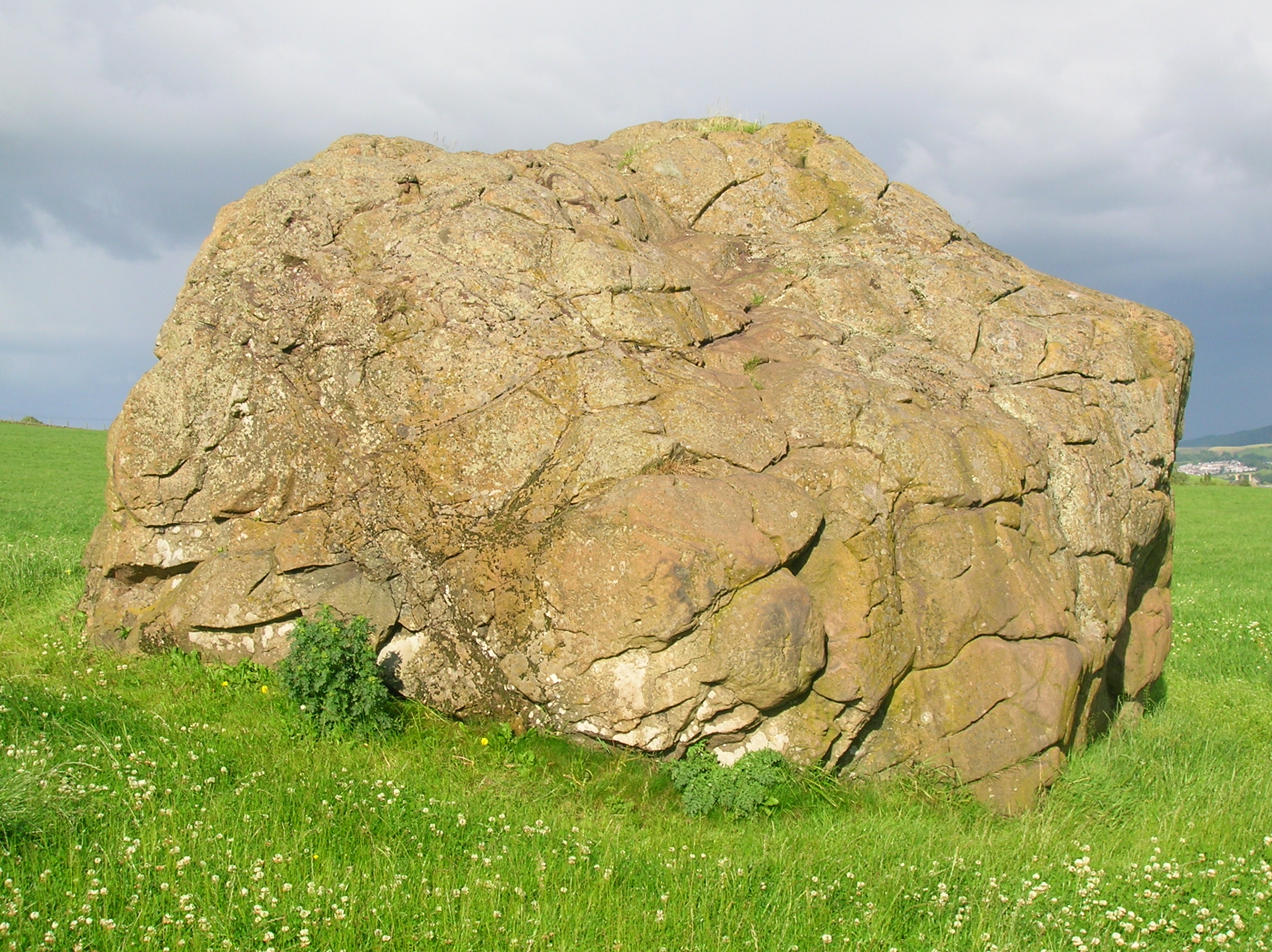
A pedra Clochoderick Rocking em Renfrewshire, Escócia. É dito que esta pedra sinaliza o local onde Riderch foi sepultado